# Всекохудожник
Всекохудо́жник — Всеросійська спілка кооперативних товариств працівників образотворчого мистецтва.
Спілка існувала з 1928 по 1953 роки.

## Історія
У вересні 1928 р. було утворено промислове кредитне товариство «Художник», реорганізоване 2 липня 1932 у Всеросійську кооперативну спілку працівників образотворчих мистецтв, потім Всеросійську спілку кооперативних товариств працівників образотворчого мистецтва («Всекохудожник»). Перебував у віданні Всесоюзної ради республіканських центрів промислової кооперації. У березні 1935 р. «Всекохудожник» був переданий в систему Народного комісаріату освіти УРСР, з 1940 р. — у системі Ради Народних Комісарів РРФСР, а потім у віданні Ради Міністрів РРФСР. Ліквідований в липні 1953 р. з передачею функцій Художньому фонду СРСР.
У 1935 році при правлінні «Всекохудожник» було утворено Бюро з охорони авторських прав.